# Lu Ning
Lu Ning (Jilin, 1 de enero de 1994) es un jugador de snooker chino.

## Biografía
Nació en la provincia china de Jilin en 1994. Es jugador profesional de snooker desde 2014, aunque se cayó del circuito profesional durante más de un año. No se ha proclamado campeón de ningún torneo de ranking, aunque sí fue subcampeón de la Championship League de 2022, en cuya final cayó (1-3) ante Luca Brecel. Tampoco ha logrado hilar ninguna tacada máxima, y la más alta de su carrera está en 140.
En diciembre de 2022, la World Professional Billiards and Snooker Association lo suspendió y lo expulsó temporalmente del circuito profesional al ser objeto de interés de una investigación por amaño de partidos en la que estaban involucrados varios jugadores chinos.